# Mindener Kreisbahnen
Die Mindener Kreisbahnen GmbH (MKB) ist eine Eisenbahngesellschaft, die seit Ende des 19. Jahrhunderts das Gebiet des heutigen Kreises Minden-Lübbecke in der Region Ostwestfalen-Lippe in Nordrhein-Westfalen erschließt. Zunächst als meterspurige Eisenbahn der preußischen dritten Kategorie gebaut, hatte sie die Aufgabe, die wirtschaftlichen und personellen Transportleistungen in den damals noch eigenständigen Kreisen Minden und Lübbecke zu bewältigen und damit auch ein Stück Strukturförderung zu leisten. Im Volksmund ist die Bahn auch unter dem Namen Mindener Kleinbahn bekannt. Nach dem Zweiten Weltkrieg wurden die Mindener Kreisbahnen durch die starke Konkurrenz des individuellen Kraftfahrzeugverkehrs stark bedrängt und die Strecken zurückgebaut. Heute fährt sie auf einer Rumpfstrecke durch den Kreis, aber europaweit als Eisenbahnverkehrsunternehmen den Güterverkehr. Zudem betreibt ihre Tochtergesellschaft den regionalen Busverkehr.

## Geschichte
| Kopfbahnhof Streckenanfang (Strecke außer Betrieb)       | -1,2 | Minden Bf ⊙                            | Minden Bf ⊙                            |
| Abzweig ehemals geradeaus und von rechts                 |      | Strecke von Kleinenbremen ⊙            | Strecke von Kleinenbremen ⊙            |
| Brücke über Wasserlauf                                   |      | Weser ⊙                                | Weser ⊙                                |
| Abzweig geradeaus und nach rechts                        |      | Hafenbahn ⊙                            | Hafenbahn ⊙                            |
| Bahnhof                                                  | 0,0  | Minden Stadt ⊙                         | Minden Stadt ⊙                         |
| Bahnhof                                                  | 1,0  | Minden Oberstadt ⊙                     | Minden Oberstadt ⊙                     |
| Abzweig ehemals geradeaus und nach links                 |      | Strecke nach Hille(–Lübbecke) ⊙        | Strecke nach Hille(–Lübbecke) ⊙        |
| Brücke über Wasserlauf (Strecke außer Betrieb)           |      | Mittellandkanal ⊙                      | Mittellandkanal ⊙                      |
| Haltepunkt / Haltestelle (Strecke außer Betrieb)         | 3,3  | Bierpohl ⊙ Bedarfshalt                 | Bierpohl ⊙ Bedarfshalt                 |
| Bahnhof (Strecke außer Betrieb)                          | 4,8  | Kutenhausen ⊙                          | Kutenhausen ⊙                          |
| Abzweig geradeaus und nach links (Strecke außer Betrieb) |      | ehem. Strecke nach Wegholm ⊙           | ehem. Strecke nach Wegholm ⊙           |
| Bahnhof (Strecke außer Betrieb)                          | 6,0  | Todtenhausen ⊙                         | Todtenhausen ⊙                         |
| Bahnhof (Strecke außer Betrieb)                          | 7,6  | Graßhoff ⊙                             | Graßhoff ⊙                             |
| Haltepunkt / Haltestelle (Strecke außer Betrieb)         | 9,5  | Heisterholz ⊙                          | Heisterholz ⊙                          |
| Haltepunkt / Haltestelle (Strecke außer Betrieb)         | 10,5 | Morhoff ⊙ Bedarfshalt                  | Morhoff ⊙ Bedarfshalt                  |
| Bahnhof (Strecke außer Betrieb)                          | 12,2 | Petershagen (Weser) ⊙                  | Petershagen (Weser) ⊙                  |
| Haltepunkt / Haltestelle (Strecke außer Betrieb)         | 13,1 | Bad Hopfenberg ⊙ Bedarfshalt           | Bad Hopfenberg ⊙ Bedarfshalt           |
| Haltepunkt / Haltestelle (Strecke außer Betrieb)         | 13,8 | Pottmühle ⊙ Bedarfshalt                | Pottmühle ⊙ Bedarfshalt                |
| Haltepunkt / Haltestelle (Strecke außer Betrieb)         | 15,8 | Gernheim ⊙                             | Gernheim ⊙                             |
| Haltepunkt / Haltestelle (Strecke außer Betrieb)         | 17,0 | Ovenstädt ⊙                            | Ovenstädt ⊙                            |
| Grenze (Strecke außer Betrieb)                           |      | Landesgrenze NRW / Niedersachsen ⊙     | Landesgrenze NRW / Niedersachsen ⊙     |
| Bahnhof (Strecke außer Betrieb)                          | 18,1 | Glissen                                | Glissen                                |
| Haltepunkt / Haltestelle (Strecke außer Betrieb)         | 19,4 | Harrienstedt                           | Harrienstedt                           |
| Bahnhof (Strecke außer Betrieb)                          | 20,8 | Kreuzkrug                              | Kreuzkrug                              |
| Bahnhof (Strecke außer Betrieb)                          | 21,8 | Jenhorst                               | Jenhorst                               |
| Haltepunkt / Haltestelle (Strecke außer Betrieb)         | 24,1 | Höfen bei Uchte                        | Höfen bei Uchte                        |
| Abzweig geradeaus und von rechts (Strecke außer Betrieb) |      | ehem. Steinhuder Meer-Bahn (1899–1935) | ehem. Steinhuder Meer-Bahn (1899–1935) |
| Bahnhof (Strecke außer Betrieb)                          |      | Uchte Endbahnhof bis 1910              | Uchte Endbahnhof bis 1910              |
| Abzweig ehemals geradeaus und von links                  |      | nach Rahden                            | nach Rahden                            |
| Betriebs-/Güterbahnhof Strecke ab hier außer Betrieb     | 28,4 | Uchte                                  | Uchte                                  |
| Strecke (außer Betrieb)                                  |      | ehem. Strecke nach Nienburg            | ehem. Strecke nach Nienburg            |

| Strecke (außer Betrieb)                                   |      | ehem. Strecke von Minden   | ehem. Strecke von Minden   |
| Bahnhof (Strecke außer Betrieb)                           | 4,8  | Kutenhausen ⊙              | Kutenhausen ⊙              |
| Abzweig geradeaus und nach rechts (Strecke außer Betrieb) |      | ehem. Strecke nach Uchte ⊙ | ehem. Strecke nach Uchte ⊙ |
| Haltepunkt / Haltestelle (Strecke außer Betrieb)          | 7,1  | Stemmer ⊙                  | Stemmer ⊙                  |
| Haltepunkt / Haltestelle (Strecke außer Betrieb)          | 9,2  | Nordholz ⊙                 | Nordholz ⊙                 |
| Haltepunkt / Haltestelle (Strecke außer Betrieb)          | 10,6 | Südfelde ⊙                 | Südfelde ⊙                 |
| Bahnhof (Strecke außer Betrieb)                           | 12,6 | Friedewalde ⊙              | Friedewalde ⊙              |
| Kopfbahnhof Streckenende (Strecke außer Betrieb)          | 15,1 | Wegholm ⊙                  | Wegholm ⊙                  |

| Strecke                                          |      | Strecke von Kleinenbremen / Minden Bahnhof | Strecke von Kleinenbremen / Minden Bahnhof |
| Bahnhof                                          | 1,0  | Minden Oberstadt ⊙                         | Minden Oberstadt ⊙                         |
| Abzweig geradeaus und ehemals nach rechts        |      | ehem. Strecke nach Kutenhausen–Uchte ⊙     | ehem. Strecke nach Kutenhausen–Uchte ⊙     |
| Abzweig geradeaus und nach rechts                |      | Hafenbahn (Westhafen) ⊙                    | Hafenbahn (Westhafen) ⊙                    |
| ehemaliger Haltepunkt / Haltestelle              | 2,1  | Minden Hahlerstraße ⊙                      | Minden Hahlerstraße ⊙                      |
| ehemaliger Haltepunkt / Haltestelle              | 2,8  | Minden Königstor ⊙                         | Minden Königstor ⊙                         |
| Brücke über Wasserlauf                           |      | Mittellandkanal ⊙                          | Mittellandkanal ⊙                          |
| Haltepunkt / Haltestelle                         | 5,9  | Hahlen (Bedarfshalt MEM) ⊙                 | Hahlen (Bedarfshalt MEM) ⊙                 |
| ehemaliger Bahnhof                               | 8,8  | Hartum ⊙                                   | Hartum ⊙                                   |
| ehemaliger Bahnhof                               | 11,0 | Südhemmern ⊙                               | Südhemmern ⊙                               |
| Haltepunkt / Haltestelle                         | 12,1 | Specken ⊙ Bedarfshalt                      | Specken ⊙ Bedarfshalt                      |
| Bahnhof                                          | 14,4 | Hille ⊙                                    | Hille ⊙                                    |
| Abzweig geradeaus und ehemals nach links         |      | Anschluss Hafen Nord                       | Anschluss Hafen Nord                       |
| Brücke über Wasserlauf                           |      | Mittellandkanal ⊙                          | Mittellandkanal ⊙                          |
| Abzweig geradeaus und von links                  |      | Anschluss Hafen Süd                        | Anschluss Hafen Süd                        |
|                                                  |      | Ende seit 1972                             |                                            |
| Bahnhof (Strecke außer Betrieb)                  | 18,3 | Eickhorst ⊙                                | Eickhorst ⊙                                |
| Haltepunkt / Haltestelle (Strecke außer Betrieb) | 19,6 | Husen ⊙ Bedarfshalt                        | Husen ⊙ Bedarfshalt                        |
| Bahnhof (Strecke außer Betrieb)                  | 20,5 | Nettelstedt ⊙                              | Nettelstedt ⊙                              |
| Haltepunkt / Haltestelle (Strecke außer Betrieb) | 21,6 | Landwehr ⊙ Bedarfshalt                     | Landwehr ⊙ Bedarfshalt                     |
| Haltepunkt / Haltestelle (Strecke außer Betrieb) | 23,0 | Eilhausen ⊙ Bedarfshalt                    | Eilhausen ⊙ Bedarfshalt                    |
| Bahnhof (Strecke außer Betrieb)                  | 23,8 | Gehlenbeck (Kr Lübbecke) ⊙                 | Gehlenbeck (Kr Lübbecke) ⊙                 |
| Bahnhof (Strecke außer Betrieb)                  | 26,9 | Lübbecke Stadt                             | Lübbecke Stadt                             |
| Abzweig ehemals geradeaus und von rechts         |      | Ravensberger Bahn nach Rahden ⊙            | Ravensberger Bahn nach Rahden ⊙            |
| Bahnhof                                          | 27,9 | Lübbecke (Westf) ⊙                         | Lübbecke (Westf) ⊙                         |
| Strecke                                          |      | Ravensberger Bahn nach Bünde               | Ravensberger Bahn nach Bünde               |

| Strecke                                          |      | von Hille / Uchte                     | von Hille / Uchte                     |
| Bahnhof                                          | 1,0  | Minden Oberstadt ⊙                    | Minden Oberstadt ⊙                    |
| ehemaliger Bahnhof                               | 0,0  | Minden Stadt ⊙                        | Minden Stadt ⊙                        |
| Abzweig geradeaus und von links                  |      | Hafenbahn ⊙                           | Hafenbahn ⊙                           |
| Brücke über Wasserlauf                           |      | Weser ⊙                               | Weser ⊙                               |
| Abzweig geradeaus und ehemals nach rechts        |      | nach Minden Bahnhof bis 1957 ⊙        | nach Minden Bahnhof bis 1957 ⊙        |
| Bahnhof                                          | 1,6  | Minden Fr.-Wilhelm-Str. ⊙             | Minden Fr.-Wilhelm-Str. ⊙             |
| Kreuzung geradeaus oben                          |      | Bahnstrecke Hannover–Minden ⊙         | Bahnstrecke Hannover–Minden ⊙         |
| ehemaliger Haltepunkt / Haltestelle              | 3,9  | Dankersen ⊙                           | Dankersen ⊙                           |
| Abzweig geradeaus und ehemals nach links         |      | Bad Eilsener Kleinbahn, 1919–1922 ⊙   | Bad Eilsener Kleinbahn, 1919–1922 ⊙   |
| Abzweig geradeaus und ehemals von rechts         |      | Mindener Straßenbahn ⊙                | Mindener Straßenbahn ⊙                |
| ehemaliger Haltepunkt / Haltestelle              | 4,8  | Meißen-Notthorn ⊙                     | Meißen-Notthorn ⊙                     |
| ehemaliger Bahnhof                               | 6,0  | Meißen ⊙ Endpunkt Straßenbahn         | Meißen ⊙ Endpunkt Straßenbahn         |
| ehemaliger Haltepunkt / Haltestelle              | 8,2  | Nammen Bad ⊙                          | Nammen Bad ⊙                          |
| ehemaliger Haltepunkt / Haltestelle              | 9,5  | Nammen Dorf ⊙                         | Nammen Dorf ⊙                         |
| ehemaliger Bahnhof                               | 10,9 | Nammen Grube ⊙                        | Nammen Grube ⊙                        |
|                                                  |      | Ende seit 2016                        |                                       |
| Haltepunkt / Haltestelle (Strecke außer Betrieb) | 11,8 | Wülpke ⊙                              | Wülpke ⊙                              |
| Haltepunkt / Haltestelle (Strecke außer Betrieb) | 13,0 | Kleinenbremen Haltestelle ⊙           | Kleinenbremen Haltestelle ⊙           |
| Bahnhof (Strecke außer Betrieb)                  | 13,7 | Kleinenbremen ⊙                       | Kleinenbremen ⊙                       |
| Grenze (Strecke außer Betrieb)                   |      | Anschluss Grube Wohlverwahrt ⊙        | Anschluss Grube Wohlverwahrt ⊙        |
| Haltepunkt / Haltestelle (Strecke außer Betrieb) | 14,0 | Eingang Besucherbergwerk ⊙            | Eingang Besucherbergwerk ⊙            |
| Tunnelanfang (Strecke außer Betrieb)             |      | Grube Wohlverwahrt/Besucherbergwerk ⊙ | Grube Wohlverwahrt/Besucherbergwerk ⊙ |

Die Gründung der Mindener Kreisbahnen folgt dem Preußischen Kleinbahngesetz von 1892. Dies Konjunktur- und Strukturförderungsgesetz für bevölkerungsarme Regionen der preußischen Provinzen regelte in allen Einzelheiten die Verfahren und Zuständigkeiten für die Genehmigung von Bau und Betrieb von Kleinbahnen. Dieser dritte Wortbegriff neben Haupt- und Nebenbahnen entstand für Bahnen unter vereinfachten Verhältnissen, die überwiegend die Fläche erschlossen.
In Minden reagierte man besonders schnell. Schon 1893 wurde eine Dampfstraßenbahn nach Porta Westfalica angelegt, um das dort in Bau befindliche Kaiser-Wilhelm-Denkmal zu erschließen (Porta selbst hatte nur einen Bahnhof für den Personenzugverkehr).
Die weitere Erschließung des Mindener Landes nahm dann nicht die Mindener Straßenbahn, sondern eine vom Kreis gegründete Kleinbahngesellschaft vor, die 1898 die erste Strecke nach Uchte eröffnete. In den folgenden Jahren bis 1921 folgten die Strecken nach Lübbecke, Wegholm und schließlich nach Kleinenbremen (Erzbahn). Ab 1902 fuhren die Kleinbahnzüge nach Uchte, später auch nach Lübbecke vom Kreisbahnhof in unmittelbarer Nähe des Staatsbahnhofes Minden.
Die Verwaltung des Kreises Minden als Betreiber der MKB eröffnete folgende Strecken:
| Eröffnungsdatum | Länge   | Strecke                                                                                       |
| --------------- | ------- | --------------------------------------------------------------------------------------------- |
| 1898            | 30,2 km | Minden Übergabebahnhof (Friedrich-Wilhelm-Straße) –Stadtbahnhof–Kutenhausen–Petershagen–Uchte |
| 1902            | 1,2 km  | Minden Staatsbahn–Minden Stadt                                                                |
| 1903–1907       | 26,9 km | Minden–Lübbecke, zunächst bis Eickhorst                                                       |
| 1915            | 10,3 km | Kutenhausen–Friedewalde–Wegholm                                                               |
| 1918–1921       | 12,2 km | Minden Übergabebahnhof–Kleinenbremen, zunächst bis Nammen                                     |

Der Personenbahnhof Friedrich-Wilhelm-Straße wurde im Zusammenhang mit der Aufnahme des Personenverkehrs auf der Strecke nach Nammen 1919 eröffnet. Wegen der Mitbenutzung dieser Strecke durch die normalspurige Bad Eilsener Kleinbahn (1919–1922) wurde der Abschnitt bis Notthorn bereits mit drei Schienen ausgestattet.
Damit waren rund 80 km Strecke in der alten Spurweite 1000 mm gelegt worden, die günstigste Erschließungskosten durch kleinere Kurvenradien und damit weniger Landankauf und nicht so aufwändigen Bahndammbau versprach. Profitiert von der Kleinbahn hat in erster Linie die Landwirtschaft, kam doch jetzt der Kunstdünger kostengünstig ins Mindener Land und landwirtschaftliche Produkte zu den Endverbrauchern. Zudem hatten die Mindener Kreisbahnen Anschluss an die wichtigsten Staatsbahnstrecken in Minden, Lübbecke und Uchte und konnte über diese Verknüpfung weitere Kunden erreichen. In Uchte bestand darüber hinaus bis 1935 eine Verbindung zur ebenfalls meterspurigen Steinhuder Meer-Bahn.
In Minden gestaltete sich der direkte Anschluss an die Staatsbahn am Bahnhof Minden (Westfalen) von Anfang an als Problem. Nachdem die ersten Personenzüge im Bahnhof Minden Stadt auf dem linken Weserufer begannen, entstand 1902 der damals als „Kleinbahnhof“ bezeichnete Bahnhof Minden Staatsbahn (bzw. Reichsbahn) in Höhe des Gebäudes der ehemaligen Oberpostdirektion Minden in direkter Nachbarschaft zum Bahnhof der Staatsbahn an der Kaiserstraße. Da die Strecke vom Stadtbahnhof zum Bahnhof Minden Staatsbahn nicht umgespurt wurde, konnten normalspurige Personenzüge, die es ab 1950 auch auf der Strecke nach Uchte gab, den Bahnhof an der Staatsbahn nicht mehr anfahren und endeten in Minden Stadt, zwischen den beiden Bahnhöfen verkehrten Omnibusse. Nachdem auch die Strecke nach Lübbecke umgespurt war, wurde der Kreisbahnhof am Staatsbahnhof 1956 aufgegeben.
Ab 1914 versuchten die Mindener Kreisbahnen mit dem Erwerb und Bau mehrerer Hafenbahnen die Verknüpfung zwischen Eisenbahn und Schiff zu erreichen. Die ansässige Industrie schloss sich mit Gleisanschlüssen an die MKB an, und gewann so den Anschluss an die Staatsbahn und damit an deutschlandweiten Verkehr. Die Haltepunkte Meißen-Notthorn (ab Dezember 1929) und Meißen (Dezember 1930) wurden bis 1956 von der Straßenbahn mitbenutzt.
Die Fahrzeit betrug 1939 laut Kursbuch ab Minden Reichsbahnhof bis Lübbecke oder Uchte etwa 70 bis 80 Minuten. Ab Minden Stadt brauchten die Züge bis Kleinenbremen rund 40 Minuten.
Die Meterspur erwies sich recht bald als Hindernis. Durch die Umladung in Wagen für normalspurige Gleise verlor der Transport der Güter Zeit. Daher wurde das Netz der MKB von 1924 bis 1957 etappenweise auf Normalspur umgestellt. Dazu wurde auf den Kernstrecken zunächst ein dreischieniger Betrieb eingerichtet.
Doch gleichzeitig nahm der Individualverkehr zu und die Nebenbahnen verloren gegenüber den damals als schneller, moderner und preisgünstiger betrachteten Überlandbussen an Ansehen. Zunächst wurden einzelne Fahrten der Kreisbahn durch Busse ersetzt, dann wurden nacheinander die Strecken für den Personenverkehr eingestellt.
| Einstellungsdatum | Länge   | Strecke                                                                   |
| ----------------- | ------- | ------------------------------------------------------------------------- |
| 1957              | 1,2 km  | Minden Bundesbahnhof–Minden Stadt (wurde nicht auf Normalspur umgestellt) |
| 1959              | 10,3 km | Kutenhausen–Wegholm                                                       |
| 30.9.1962         | 14,0 km | Minden–Kleinenbremen                                                      |
| 1967              | 29,7 km | Petershagen–Uchte und Hille–Lübbecke                                      |
| 26.5.1974         | 25,6 km | Minden–Petershagen                                                        |
| 29.9.1974         | 12,3 km | Minden–Hille                                                              |

Auch im Güterverkehr wurden Streckenabschnitte nicht mehr bedient und anschließend stillgelegt.
| Einstellungsdatum | Länge  | Strecke                                                                   |
| ----------------- | ------ | ------------------------------------------------------------------------- |
| 1957              | 1,2 km | Minden Bundesbahnhof–Minden Stadt (wurde nicht auf Normalspur umgestellt) |
| 1.10.1972         |        | Hille–Lübbecke                                                            |
| 30.9.1973         |        | Petershagen–Uchte                                                         |
| 1.12.1980         |        | Kutenhausen–Petershagen                                                   |
| 31.5.1999         |        | Minden–Kutenhausen (offizielle Stilllegung 2007)                          |

Auf der Strecke Minden–Uchte verkehrten letztmals im September 1977 Personenzüge (Dampf) im Rahmen von Sonderfahrten. An vielen Orten wurden die Gleise entfernt. Teile der ehemaligen Trassen wurden für den Bau von Bahnradwegen verwendet, zum Beispiel im Bereich Petershagen (Strecke Minden–Uchte) für den Weserradweg und die Mühlenroute.
Im Gegensatz zu anderen Kleinbahnen bestehen die Mindener Kreisbahnen jedoch weiterhin, wenn auch zeitweise vor allem durch den Busverkehr.
Auf dem restlichen Schienennetz (2002: 48 km) der MKB wurde abschnittsweise noch Güterverkehr durchgeführt.
Seit 1977 verkehren in den Sommermonaten regelmäßig historische Züge der Museums-Eisenbahn Minden meist mit Dampfbespannung auf den Strecken der MKB. Aktuell (2017) werden die Strecken bis Hille und bis Nammen befahren. Ihren Betriebsmittelpunkt hat die Museumsbahn im Bahnhof Minden Oberstadt.
Seit 1997 war es durch die Bahnreform für die MKB möglich, bundesweit Güterverkehr auf den Strecken der Deutschen Bahn durchzuführen.
Von Dezember 2007 bis Juli 2017 war es der Mindener Kreisbahn durch den Gewinn der Streckenausschreibung auf dem „Teutoburger-Wald-Netz“ und die Gründung der Westfalenbahn GmbH (mit drei Partnern) möglich, den Personenverkehr auf der Schiene wieder aufzunehmen. Im Juli 2017 wurde bekannt, dass das Unternehmen vollständig von Abellio übernommen wurde, da für die kommunalen Betriebe sonst eine Ausschreibungspflicht für Stadtverkehr bestehen würde.
2015 baute die Mindener Kreisbahnen auf ihrem Gelände an der Karlstraße eine neue Wartungshalle für die Züge der Westfalenbahn. Die Halle wird als Bahnbetriebswerk Minden II bezeichnet. Das Gebäude ist eine Erweiterung und Umbau des alten Lok- bzw. Busschuppens an der gleichen Stelle. Hier entstanden 15 Arbeitsplätze. Die Haupthalle ist 173 Meter lang und setzt sich aus einem Alt- und einem Neubau zusammen. Im Inneren befindet sich ein Grubengleis mit Dacharbeitsbühne sowie ein weiteres Instandhaltungs- und Messgleis.

## Rechtsformen
Nachdem die Mindener Kreisbahnen zunächst ein Eigenbetrieb des Kreises Minden war, wurde sie 1978 in eine GmbH umgewandelt, die damit auch eigenständig arbeitet. Durch die Gründung der zwei Tochtergesellschaften wurde es zur Unternehmensgruppe, die mit rund 100 Mitarbeitern einen Umsatz von rund 12 Millionen Euro erwirtschaftet. Auf den Geschäftsbereich Eisenbahn entfallen dabei ein Transportaufkommen von 505.000 Tonnen bzw. eine Transportleistung von 89.530.000 Tonnenkilometern.

## Streckennetz heute
Das Streckennetz der Mindener Kreisbahnen wurde im Laufe der Jahre zunehmend reduziert: Aus dem rund 80 km langen Kleinbahnnetz wurde ein nur noch rund 40 km langes Netz, das im Wesentlichen aus den ehemaligen Stammstrecken nach Kleinenbremen und nach Hille besteht. Damit gibt es einen Streckenast östlich der Weser und einen Ast westlich der Weser. Über die Weser sind sie verbunden mit der Kleinbahnbrücke in Minden. Außerdem umfasst das Gleisnetz den kompletten Mindener Hafen.
Es gibt Überlegungen eine neue Regionalbahn unter dem Namen RB 79 von Hille nach Minden zu führen.

## Schienenfahrzeuge
In ihrer Geschichte hatte die Mindener Kreisbahn über 402 Schienenfahrzeuge: 30 Dampflokomotiven, 10 Triebwagen, 16 Dieselloks, 52 Personen- und Packwagen, 138 schmalspurige Güterwagen, 96 Rollböcke und 60 normalspurige Güterwagen.
Der normalspurige Dieseltriebwagen T 6 war durch Umbau aus einem Personenwagen entstanden, der von der Nebenbahn Heidenau–Altenberg stammte.
Anfang 2020 bestellte die MKB bei der Siemens Mobility GmbH zwei Dual-Mode-Lokomotiven des Typs Vectron, diese wurden am 20. Februar 2021 an die MKB ausgeliefert. Für die beiden Vectron Dual-Mode-Lokomotiven wurde eine von zwei Elektrolokomotiven der Baureihe 185 ausgemustert.

### Historische Lokomotiven
- MKB 1 und 5
- MKB 2...15
- MKB 11, schmalspurige Tenderlokomotive für den schweren Güterzugbetrieb, von Arnold Jung Lokomotivfabrik 1911 hergestellt
- MKB 14, schmalspurige Tenderlokomotive für den Personenzugbetrieb, von Arnold Jung Lokomotivfabrik 1914 hergestellt
- MKB 16, schmalspurige Dampflokomotive für den gemischten Betrieb, von Borsig 1916 hergestellt

### Aktuell eingesetzte Lokomotiven (Stand 2025)

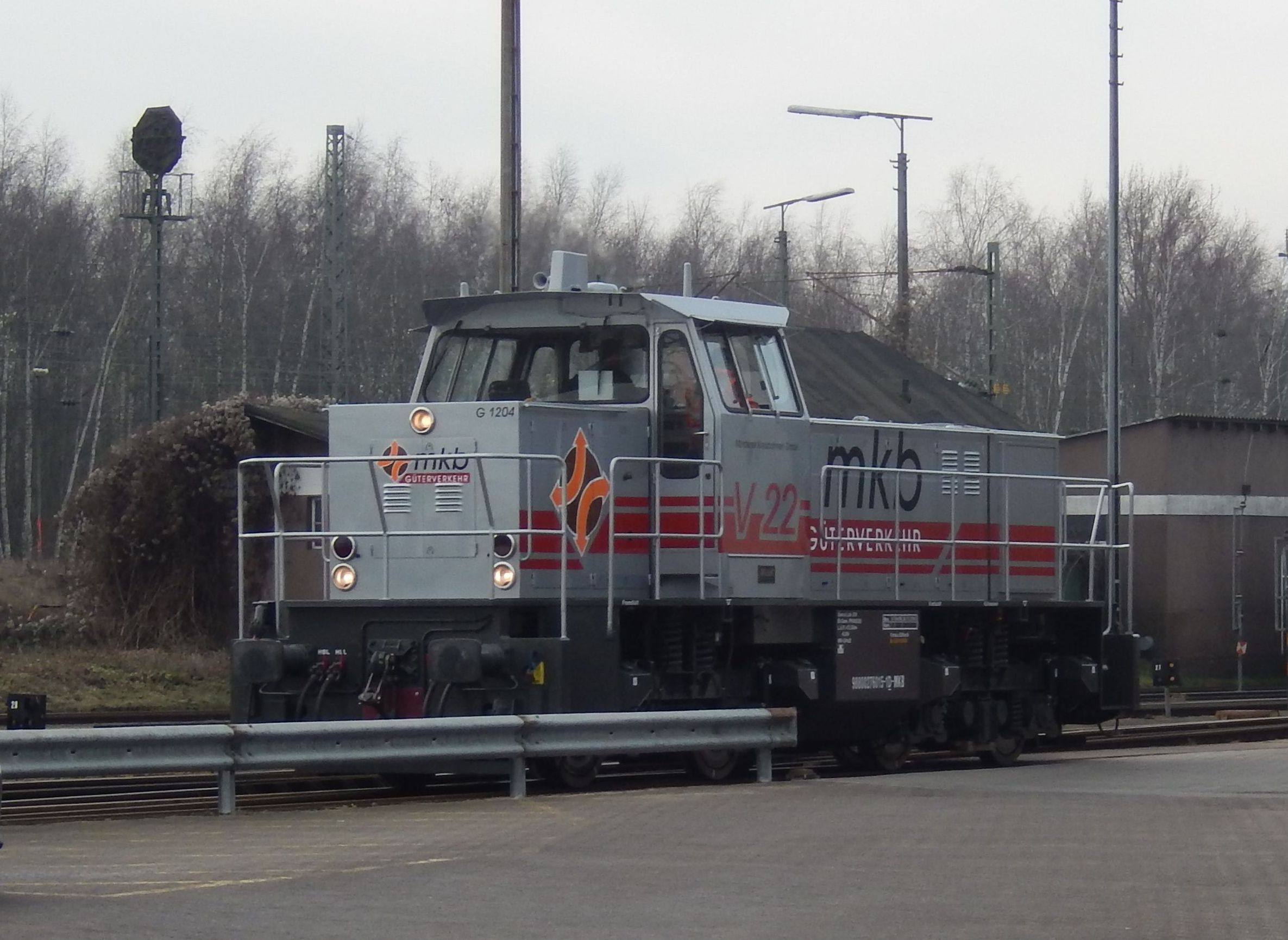
Diesellok V22 der Mindener Kreisbahn

Diesellokomotiven
- Betriebs-Nr.: V 6, NVR: 92 80 0216 014-1 D-MKB (ehem. V 160), Umbau 1998 durch On Rail Mettmann
- Betriebs-Nr.: V 21, NVR: 92 80 1271 015-0 D-MKB (Vossloh Lokomotives G 1000 BB, Baujahr 2004)
- Betriebs-Nr.: 363 680, NVR: 98 80 3363 680-0 D-MKB (MaK Maschinenbau Kiel AG DB-Baureihe V 60), Baujahr 1959 und modernisiert 2004

Elektrolokomotiven
- Aktuell keine reine Elektrolokomotive im Fuhrpark

Elektrolokomotiven mit zusätzlichem Dieselantrieb

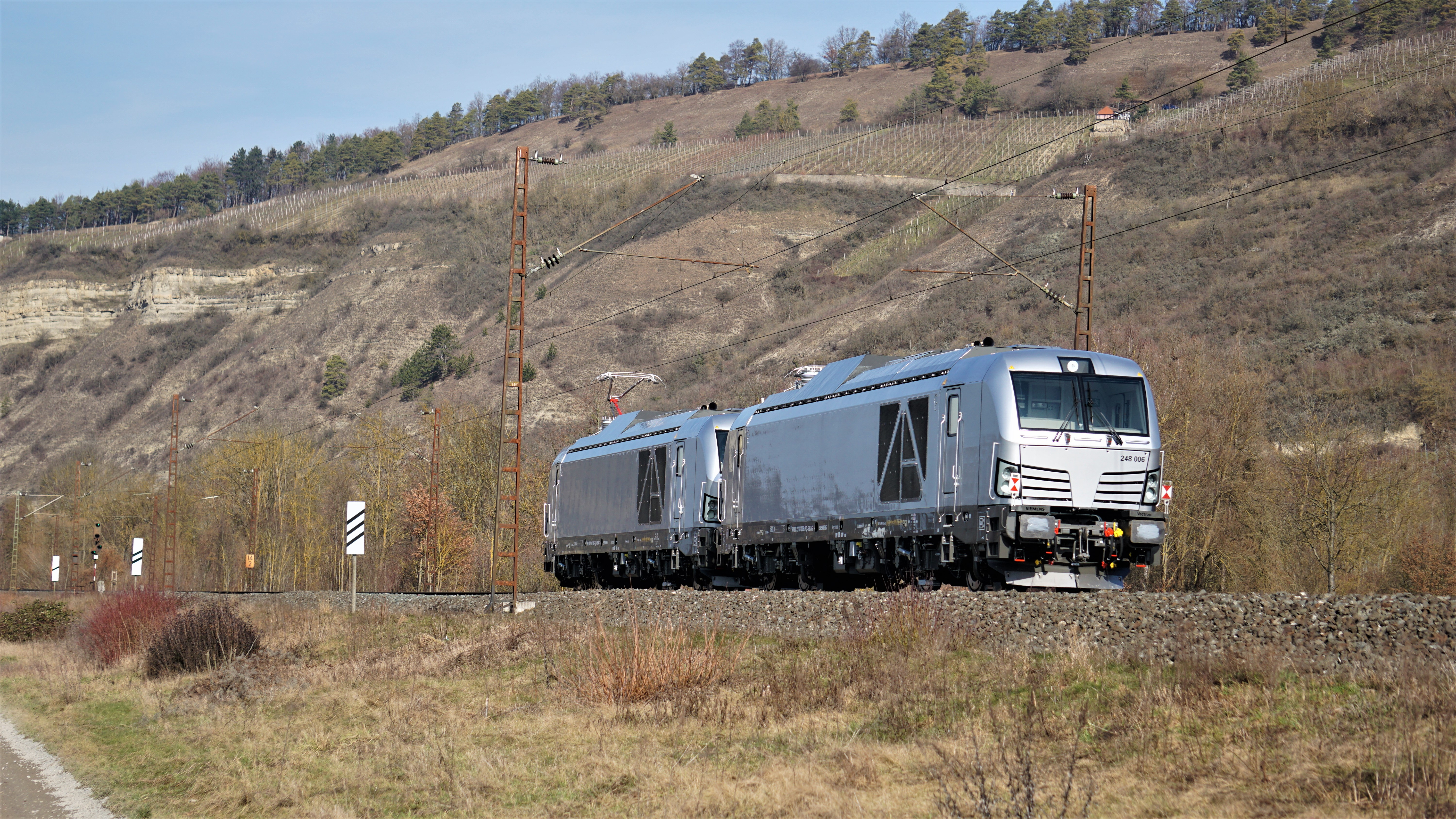
VE 23 + VE 24 Während der Auslieferungsfahrt in Thüngersheim noch unbeklebt

- Betriebs-Nr.: VE 23, NVR: 90 80 2248 005-1 D-SIEAG (Siemens Mobility Vectron Dual Mode, Baujahr 2021)
- Betriebs-Nr.: VE 24, NVR: 90 80 2248 006-9 D-SIEAG (Siemens Mobility Vectron Dual Mode, Baujahr 2021)
- Betriebs-Nr.: VE 073, NVR: 90 80 2248 073-9 D-NRAIL (Siemens Mobility Vectron Dual Mode, Baujahr 2023)

Quelle:

## MKB-MühlenkreisBus
Die MKB MühlenkreisBus GmbH ist ein Omnibusunternehmen, das zu 100 % Tochter der Mindener Kreisbahnen GmbH ist. Sie betreibt Regionalbuslinien im Kreis Minden-Lübbecke und nach Uchte im angrenzenden niedersächsischen Landkreis Nienburg/Weser.
Als ein Standbein der Mindener Kreisbahn dient der Omnibusverkehr, der neben den Linien im Verlauf der alten Strecken auch darüber hinausgehende Linien bedient. Die erste über das Eisenbahnnetz hinausgehende Linie wurde 1948 von Minden nach Rinteln eingerichtet. 2002 summierte sich die Länge der Buslinien auf rund 600 km. Seit Oktober 2008 trägt die Omnibustochter den Namen MKB-MühlenkreisBus GmbH. Im Dezember 2009 übernahm die Gesellschaft von der Busverkehr Ostwestfalen GmbH etwa 20 Buslinien im Bereich Lübbecke.